# Jean Knight

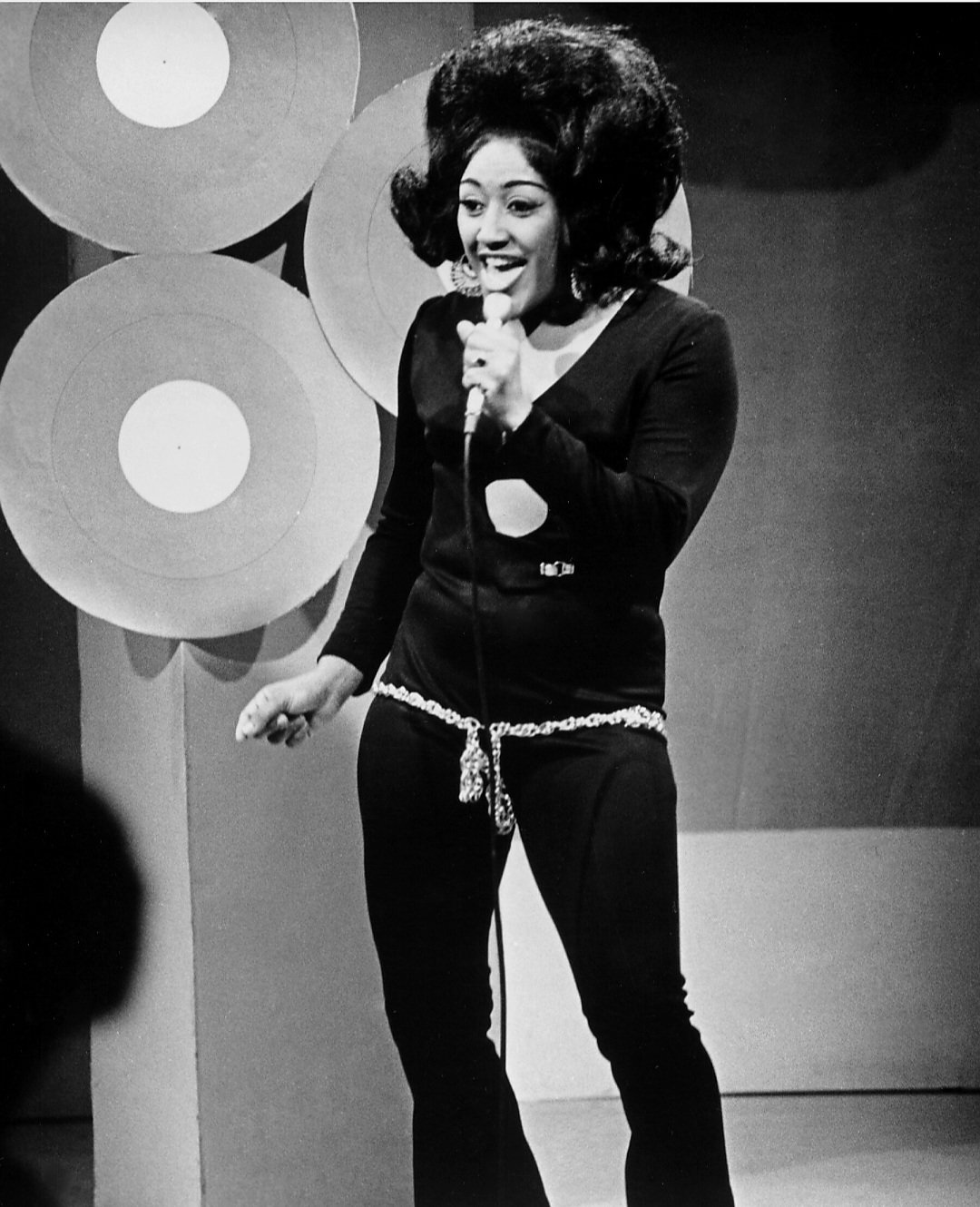
Jean Knight (1971)

Jean Knight (* 26. Januar 1943 in New Orleans als Jean Caliste; † 22. November 2023) war eine US-amerikanische Soul- und R&B-Sängerin, die vor allem für ihren Hit Mr. Big Stuff von 1971 bekannt ist.

## Leben
Jean Knight wurde als Jean Caliste in New Orleans geboren. Nach der High School begann sie in einer Bar zu singen, die ihrem Cousin gehörte. 1965 nahm sie ihren ersten Song auf, eine Coverversion des Jackie-Wilson-Titels Stop Doggin‘ Me Around. Auf Vermittlung von Henry Himes und Henry Moore wurde sie von Huey P. Meaux unter Vertrag genommen und veröffentlichte ihre ersten Aufnahmen bei seinen Labels Jet Star und Tribe Records. Weil sie befürchtete, dass die schwierige Aussprache ihres Nachnamens ihre Karriere behindern könnte, änderte sie ihren Künstlernamen zu Jean Knight. Weil sie von ihrer Gesangskarriere zu diesem Zeitpunkt nicht leben konnte, arbeitete Jean Knight als Bäckerin in der Loyola-University-Kantine in New Orleans.
1970 schließlich kam Ralph Williams, einer der Autoren ihres späteren Hits Mr. Big Stuff, auf sie zu, um ihr ein Angebot des Produzenten Wardell Quezergue vorzulegen. In der folgenden Session im Malaco-Studio in Jackson (Mississippi) entstand auch Mr. Big Stuff. Zunächst traf die Aufnahme bei den Labels auf wenig Resonanz. Erst als King Floyds Single Groove Me, in der gleichen Session wie Mr. Big Stuff aufgenommen, zum Hit avancierte, erinnerte sich George Smith bei Stax Records an Knight. Stax brachte die Single im August 1971 heraus, im November erschien das begleitende Album gleichen Namens. Der Song avancierte zur Hit-Single, erreichte den ersten Platz in den R&B-Charts, den zweiten Platz in den Billboard Hot 100, und erreichte mit über zwei Millionen Verkäufen Doppel-Platin-Status. Außerdem bescherte ihr der Song eine Grammy-Nominierung. Jean Knights Stax-Zeit endete, als Produzent Wardell Quezergue, der die geschäftliche Kooperation mit Stax abwickelt hatte, die Zusammenarbeit mit Stax aufgrund von Differenzen beendete. Mit den Aufnahmen, die bis 1972 für Stax entstanden waren, konnte sie nicht an den großen Erfolg von Mr. Big Stuff anknüpfen, wenngleich beispielsweise die ebenfalls 1971 veröffentlichte Single You Think You’re Hot Stuff ebenfalls relativ erfolgreich war und die sich in den Billboard Hot 100 auf Platz 57 positionieren konnte. Auch in der Folgezeit blieben ihr keine größeren Erfolge vergönnt, erst 1981 konnte Knight mit You Got the Papers (But I Got the Man) wieder einen kleinen Hit landen, ebenso wie 1985 mit einer Version von Rockin’ Sidneys Song Don’t Mess with My Toot Toot, das unter dem kürzeren Titel My Toot Toot erschien (Nummer 50 in den Billboard Hot 100). Nach einer längeren Schaffenspause veröffentlichte Jean Knight in den späten 1990er Jahren zwei Alben, die jedoch ohne großen Verkaufserfolg blieben.

## Diskografie

### Studioalben
| Jahr | Titel         | Höchstplatzierung, Gesamtwochen, AuszeichnungChartsChartplatzierungen (Jahr, Titel, Platzierungen, Wochen, Auszeichnungen, Anmerkungen) | Anmerkungen                |
| Jahr | Titel         | US | Anmerkungen                |
| ---- | ------------- | --- | -------------------------- |
| 1971 | Mr. Big Stuff | US60 (11 Wo.)US | Erstveröffentlichung: 1971 |
| 1985 | My Toot Toot  | US180 (4 Wo.)US | Erstveröffentlichung: 1985 |

Weitere Alben
- 1981: Keep It Comin
- 1997: Shaki de Boo-Tee
- 1997: The Very Best of Me
- 1999: Queen

### Singles
| Jahr | Titel Album                              | Höchstplatzierung, Gesamtwochen, AuszeichnungChartplatzierungen (Jahr, Titel, Album, Platzierungen, Wochen, Auszeichnungen, Anmerkungen) | Höchstplatzierung, Gesamtwochen, AuszeichnungChartplatzierungen (Jahr, Titel, Album, Platzierungen, Wochen, Auszeichnungen, Anmerkungen) | Anmerkungen                        |
| Jahr | Titel Album                              | UK | US | Anmerkungen                        |
| ---- | ---------------------------------------- | --- | --- | ---------------------------------- |
| 1971 | Mr. Big Stuff                            | UK— SilberUK | US2 ×2Doppelplatin · (16 Wo.)US | Erstveröffentlichung: Mai 1971     |
| 1971 | You Think You’re Hot Stuff Mr. Big Stuff | — | US57 (5 Wo.)US | Erstveröffentlichung: Oktober 1971 |
| 1985 | My Toot Toot                             | — | US50 (15 Wo.)US | Erstveröffentlichung: April 1985   |